# نخت‌مین
| N35 · M3 · Aa1 · X1 | R22 · R12 | C8 |

| N35 · M3 · Aa1 · X1 | R22 · R12 | C8 |

نخت‌مین (انگلیسی: Nakhtmin) که با نامِ مین‌نخت (انگلیسی: Minnakht) هم شناخته می‌شود، یک کاتب سلطنتی و همچنین جنرالیسیمو در دربار توت‌عنخ‌آمون در دوران دودمان هجدهم مصر بود.
عنوان‌های رسمی او عبارت بودند از: «خادم راستینی که به ارباب خود سود می‌رساند»، «کاتب پادشاه»، «پیشخدمت محبوب ارباب» «حامل بادبزن در سمت راست پادشاه»، «خدمتکاری که نامِ اربابش را زنده نگه می‌دارد». این عنوان‌ها بر روی ۵ اوشابتی که وی به‌عنوان پیشکش‌های تدفینی به توت‌عنخ‌آمون هدیه داده بود، ثبت شده است.
او وارث تاج‌وتخت فرعون «آیی» بود، اما هرگز به مقام فرعونی نرسید. مورخان احتمال می‌دهند که وی در اواخر حکمرانی «آیی» درگذشته است چراکه به یک‌بار، نامش از تمامی مدارک و اسناد آن زمان حذف شده است و به‌جایش «هرمهب» (وارثِ توت‌عنخ‌آمون) فرعون مصر شد.